# یوهان آندرئاس آمون
یوهان آندرئاس آمون (آلمانی: Johann Andreas Amon؛ ۱۷۶۳ – ۲۹ مارس ۱۸۲۵) یک آهنگساز، نوازندهٔ گیتار، ویولا، هورن و رهبر ارکستر اهل آلمان بود.
او در حدود ۸۰ اثر موسیقی از جمله سمفونی، سونات، ترانه و قطعات کنسرتی ساخت.